# Li Na (plongeon)
Pour les articles homonymes, voir Li Na.
Dans ce nom chinois, le nom de famille, Li, précède le nom personnel.
Li Na (en chinois : 李娜), née le 1er mai 1984 à Hefei dans la province d'Anhui, est une plongeuse chinoise.

## Carrière
Après avoir remporté une médaille d'argent sur la plateforme à 10 m aux Jeux asiatiques de 1998, Li Na devient championne olympique du plongeon synchronisé à 10 m avec sa compatriote Sang Xue et vice-championne olympique sur la plateforme à 10 m pour sa seule participation aux Jeux olympiques d'été en 2000 à Sydney. Elle remporte ensuite une nouvelle médaille d'argent au plongeon à 10 m aux Jeux asiatiques de 2002.

## Palmarès

### Jeux olympiques
- Jeux olympiques de 2000 à Sydney  Australie :
  -  Médaille d'or au plongeon synchronisé à 10 m (avec Sang Xue).
  -  Médaille d'argent au plongeon à 10 m.

### Championnats du monde
- Championnats du monde de 2003 à Barcelone  Espagne :
  -  Médaille de bronze au plongeon à 10 m.

### Jeux asiatiques
- Jeux asiatiques de 1998 à Bangkok  Thaïlande :
  -  Médaille d'argent au plongeon à 10 m.

- Jeux asiatiques de 2002 à Pusan  Corée du Sud :
  -  Médaille d'argent au plongeon à 10 m.